# Hadżdż Hasan
Hadżdż Hasan (arab. حاج حسن) – wieś w Syrii, w muhafazie Aleppo, w dystrykcie Afrin. W 2004 roku liczyła 320 mieszkańców.